# 尼科·威廉斯 (2002年)
尼古拉斯·威廉斯·阿图埃尔（西班牙語：Nicholas Williams Arthuer；2002年7月12日—），生于潘普洛納，西班牙男子足球运动员，司职边锋，2022年加入成年国家队。他曾代表西班牙参加2022年国际足联世界杯。2024年，尼科·威廉斯更以主力球員助西班牙奪得歐洲國家盃冠軍。哥哥是代表加納的伊拿基·威廉斯。

## 榮譽
毕尔巴鄂
- 西班牙國王盃冠軍 : 2023–24

西班牙國家隊
- 歐洲國家盃冠軍 : 2024[3]